# Église Saint-Martin-de-Corléans
 (décembre 2023).
Si vous disposez d'ouvrages ou d'articles de référence ou si vous connaissez des sites web de qualité traitant du thème abordé ici, merci de compléter l'article en donnant les références utiles à sa vérifiabilité et en les liant à la section « Notes et références ».
L'église Saint-Martin-de-Corléans se trouve dans le quartier du même nom à Aoste.

## Histoire
L'église Saint-Martin-de-Corléans est citée pour la première fois dans une bulle du pape Alexandre III en 1176 en tant que paroisse dépendant de l'évêque d'Aoste, Aymon de la Porte Saint-Ours. Au XIIIe siècle, elle est cédée à la prévôté de Saint-Gilles de Verrès jusqu'à 1488, lorsqu'elle intègre le Chapitre de la cathédrale d'Aoste. En 1788, elle est supprimée à la suite d'un décret de la Royale délégation imposant la réduction des paroisses valdôtaines mineures. Saint-Martin est donc  fusionnée avec la paroisse de Saint-Étienne, et ses biens sont assignés à la paroisse d'Excenex. La paroisse Saint-Martin-de-Corléans est reconstituée en 1957 et confiée jusqu'en 1980 aux chanoines réguliers du Grand-Saint-Bernard, déjà propriétaires notamment du collège Saint-Bénin à Aoste et du prieuré Saint-Jacquême à Saint-Pierre. Parmi ses prêtres, il faut noter François de Prez, évêque d'Aoste de 1464 à 1511.
L'église Saint-Martin a été siège paroissial depuis sa construction jusqu'en 1976, lorsque l'évolution démographique de la ville d'Aoste inclut définitivement le faubourg Saint-Martin-de-Corléans. Une église plus grande et au style plus moderne à plante centrale, dédiée au Sacré-Cœur de Jésus est érigée sur le côté opposée de la place Bruno Salvadori. Elle est inaugurée le 16 novembre 1976.